# Bayrampaşa

A kerület Isztambul térképén

Bayrampaşa (IPA: /bɑjrɑmpɑʃɑ/) Isztambul egyik szemtje, illetve Isztambul tartomány egyik ilcséje. A 961 hektáron elterülő terület 1990-ben lett a tartomány egyik körzete, addig Eyüp egyik kerülete volt. Keleten Eyüp, délen Zeytinburnu, nyugaton Esenler, északon és északkeleten Gaziosmanpaşa határolja. Népessége 2008-ban 272 196 fő volt.

## Története
A kerület régen egy Sağmalcılar nevű kis falu volt, ahová 1927-ben Bulgáriából települt be sok török. A folyamatos betelepüléseknek köszönhetően a lakosság egyre gyarapodott és a település terjeszkedni kezdett, végül beleolvadt a városba. 1974-ben már 124 ezren lakták a kerületet, a népesség mára megduplázódott. A lakosság fele a hetvenes években kötöttáru készítésével foglalkozott. A kerület lakosságának nagy része ma is az itt megtelepedett különféle iparágakban dolgozó munkás.
Itt található a Bayrampaşa Büntetőintézet és Isztambul központi buszpályaudvara, a büyük otogar.

## Mahalléi

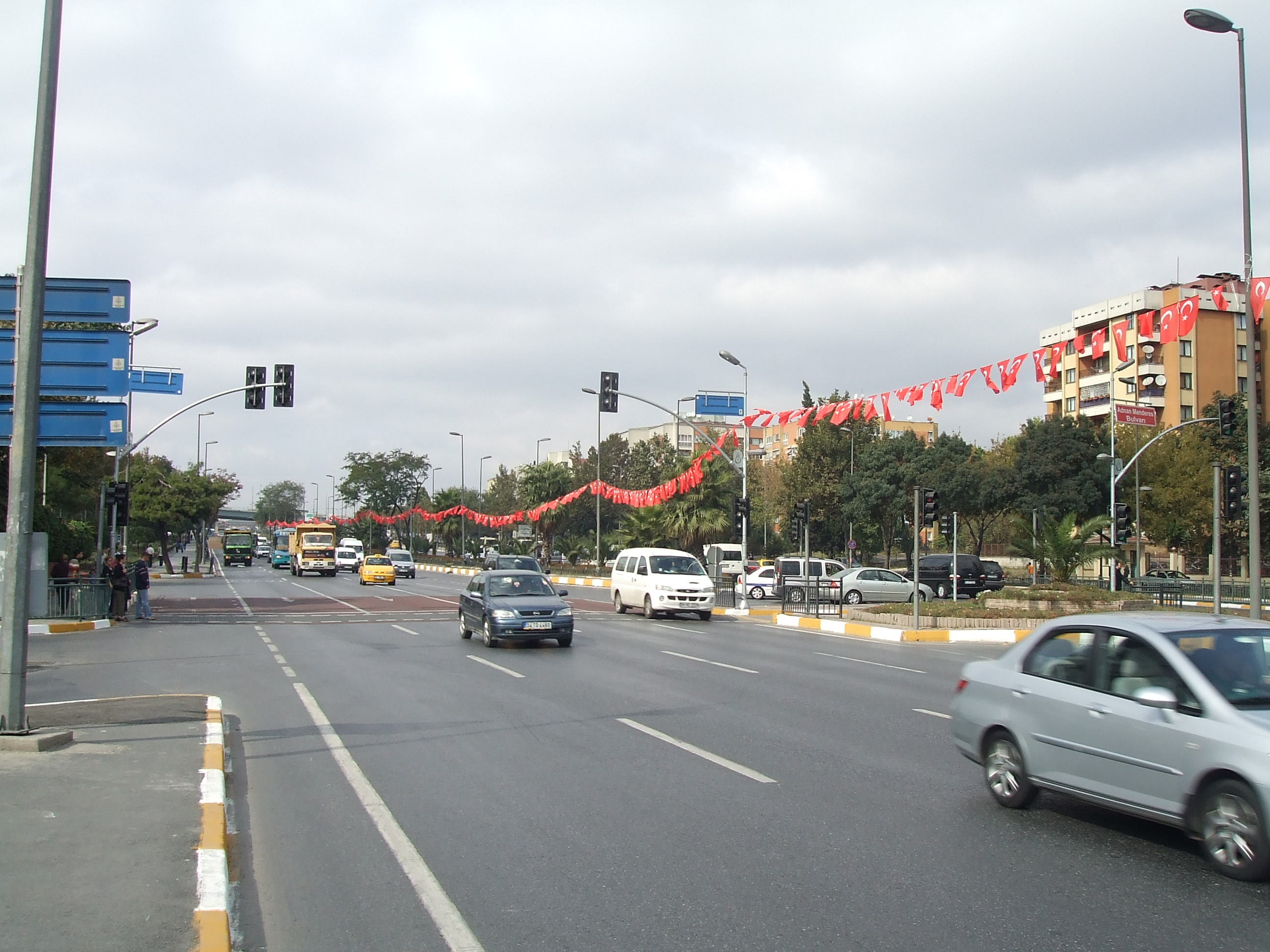
Bayrampaşa, Vatan Caddesi (Haza út)

A kerület mahalléi:
- Cevatpaşa
- Yıldırım Mahallesi
- Kartaltepe
- Kocatepe
- Muratpaşa
- İsmetpaşa
- Altıntepsi
- Yenidoğan
- Terazidere
- Vatan
- Orta Mahalle